# Banja e Pejës
Banja e Pejës (serbisch Бања/Пећка Бања Banja/Pećka Banja; albanisch auch Banjë e Pejës) ist ein Ort in der Gemeinde Istog im Kosovo.

## Lage
Banja, das auch unter dem weiteren Namen Ilixhe bekannt ist, ist ein Dorf im westlichen Metochien in der Gemeinde Istog. Es liegt 80 Kilometer von Pristina und zwölf Kilometer von Peja entfernt. In der Nähe fließen die Flüsse Weißer Drin und Lumbardh i Pejës. Banja liegt auf einer Höhe von 520 m. i. J.
Banja liegt an der Straße von Peja nach Istog.

## Geschichte

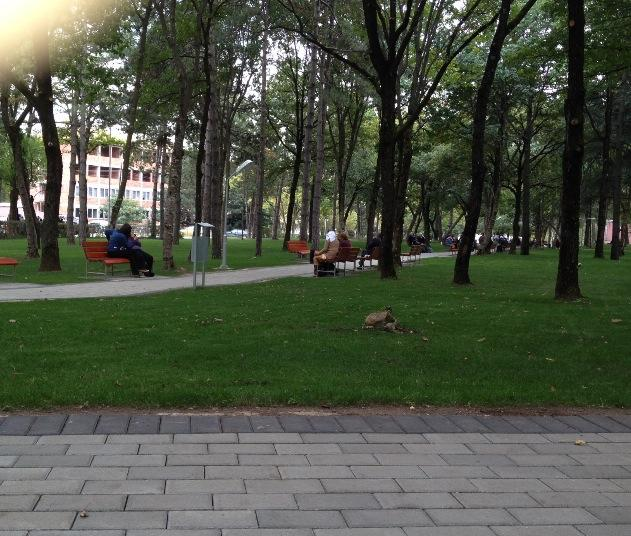
Kurpark

Die heilenden Eigenschaften der Heilbäder von Banja e Pejës wurden schon von den Illyrern genutzt. Dies belegen archäologischen Funde. Darüber hinaus wurden auch verschiedene Bäder und verschiedene Wasserleitungen entdeckt, die von den Illyrern gebaut wurden. Sie nutzten auch die natürlichen Steinbecken in der Hauptwasserquelle.